# Medicago rugosa
Medicago rugosa är en ärtväxtart som beskrevs av Louis Auguste Joseph Desrousseaux. Medicago rugosa ingår i släktet luserner, och familjen ärtväxter. Inga underarter finns listade i Catalogue of Life.

## Bildgalleri

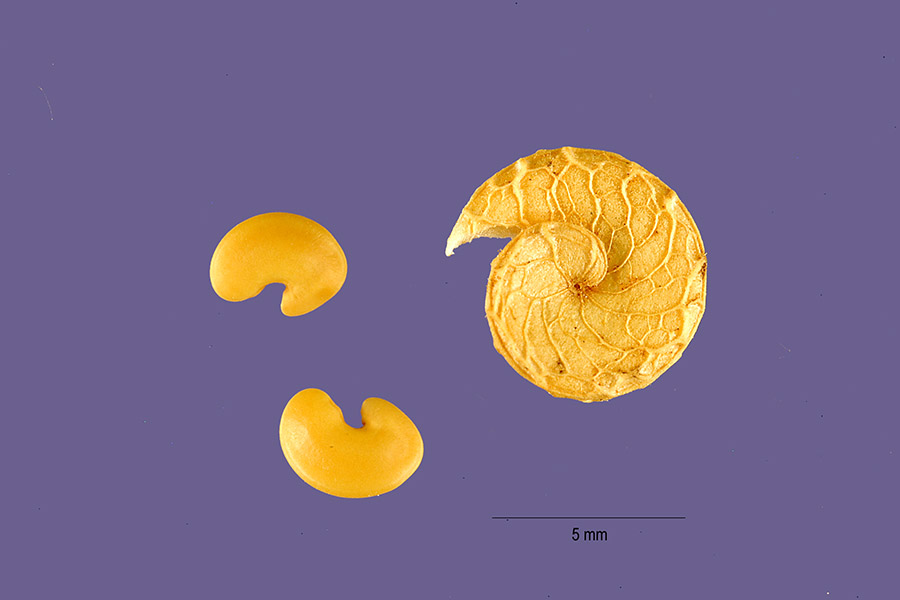
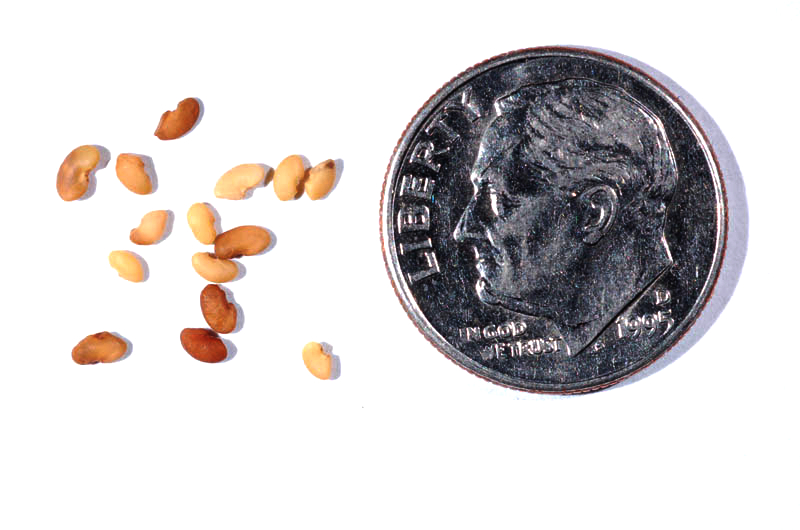
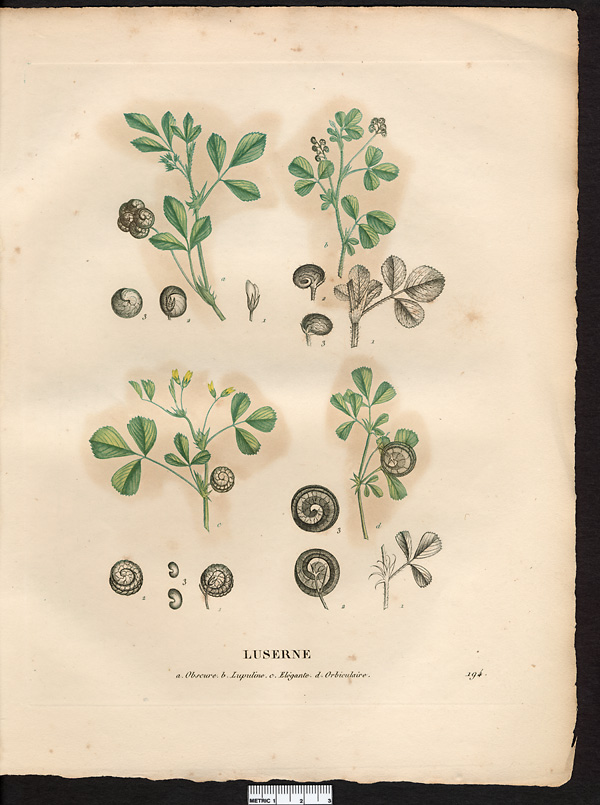
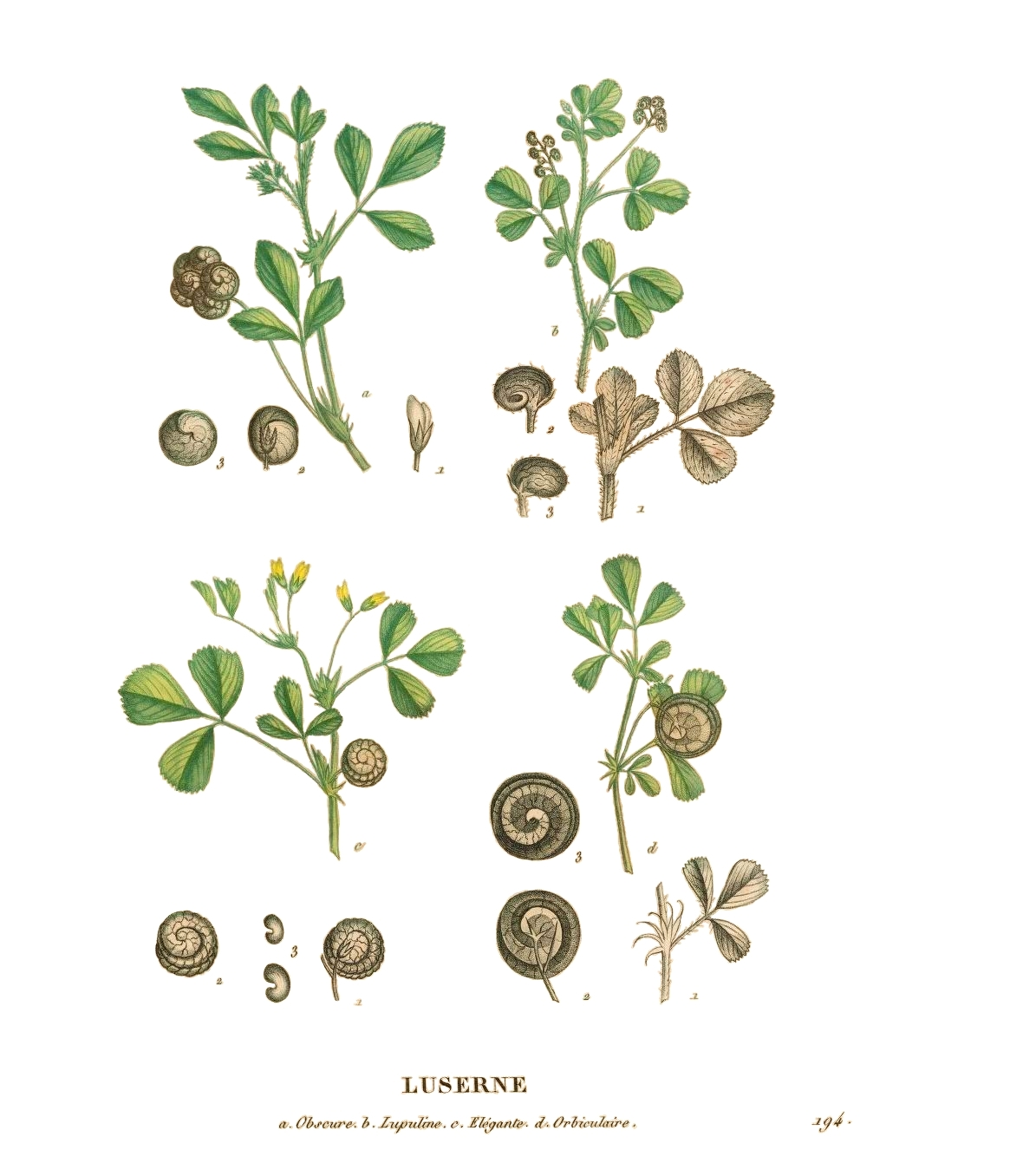
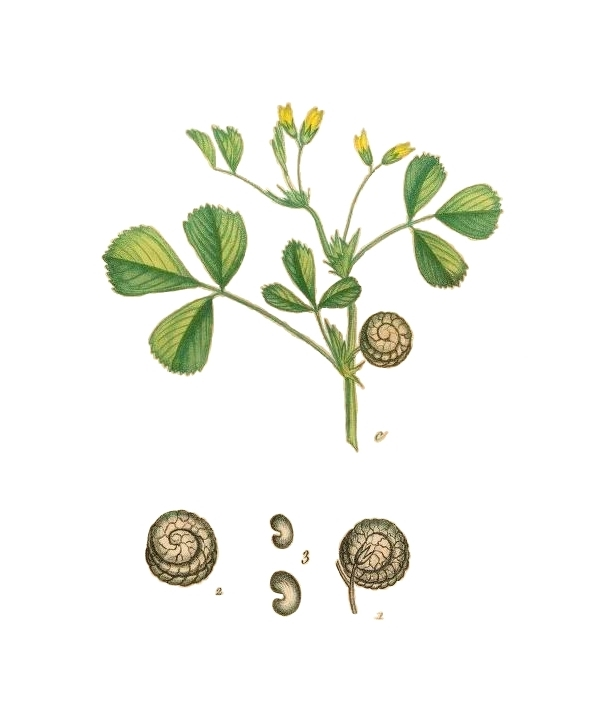